# Marian Tatarkiewicz
Marian Tatarkiewicz (ur. 6 grudnia 1875 w Warszawie, zm. 17 grudnia 1929 tamże) – polski aktor, reżyser, dramaturg. Był synem aktora Stanisława Damazego Tatarkiewicza i Leokadii z Thiessów, bratem aktora i reżysera Konstantego Tatarkiewicza.
Po ukończeniu Gimnazjum Realnego w Warszawie podjął studia na Uniwersytecie Jagiellońskim w Krakowie. W 1893 ukończył Klasę Dykcji i Deklamacji przy Warszawskim Towarzystwie Muzycznym. W tym samym roku został zaangażowany przez Tadeusza Pawlikowskiego do zespołu teatru krakowskiego, gdzie grał role epizodyczne, m.in. Maciusia w Panu Benecie Aleksandra Fredry. 11 września 1894 roku zadebiutował w WTR rolą Wróbelkowskiego w Domu otwartym Michała Bałuckiego i został zaangażowany do zespołu dramatu. Do 1919 roku grywał role drugoplanowe role charakterystyczne i komiczne. W marcu 1915 został mianowany etatowym reżyserem dramatu i pomocnikiem kierownika literackiego Teatru Rozmaitości Adama Grzymały-Siedleckiego. W latach 1919–1921 pracował w Teatrze Praskim, a następnie przez dwa sezony w Teatrze im. Bogusławskiego gdzie w 1923 obchodził jubileusz trzydziestolecia na scenie.
Równocześnie z aktywnością sceniczną zajmował się twórczością literacką i dramatopisarską. Debiutował w 1897 wierszem Na morzu. Fantazja drukowanym w Bibliotece Warszawskiej, publikował tam swoje wiersze do 1899 r. Sukces sceniczny odniosła jego sztuka Królowa Bajka wystawiona w 1900 roku na scenie Teatru Rozmaitości w reżyserii Romana Żelazowskiego z Marią Fedorowiczową w roli tytułowej i siostrami Trapszo. Od 1913 wspólnie z Kazimierzem Nowiną napisali 4 sztuki: Wcielenie Afry, Zjazd koleżeński, Komendant Thurm, Szukajmy Murzyna.